# Otto Beit
Sir Otto John Beit (1865 – 1930) est un financier, philanthrope et collectionneur d'art britannique d'origine allemande.

## Biographie
Né à Hambourg dans une famille de négociants juifs, frère d'Alfred Beit, il part en Angleterre en 1888, pour intégrer la société de courtage Wernher, Beit & Co avec son frère Alfred, se spécialise dans le diamant, puis part en 1890 pour l'Afrique du Sud, où il acquiert une expérience de six ans dans l'industrie d'extraction du diamant et de l'or, pour la Rand Gold Mines, et travaille pour la société d'Hermann Eckstein.
Il se place au service de Cecil Rhodes lorsque ce dernier lance le Raid Jameson en 1895, qui est un échec, puis repart à Londres pour redevenir un opérateur de courtage boursier. 
Il devient citoyen britannique en 1896 et fait chevalier.
Il épousa Lilian Carter, fille de l'Américain Thomas Lane Carter.